# Університет Корвіна

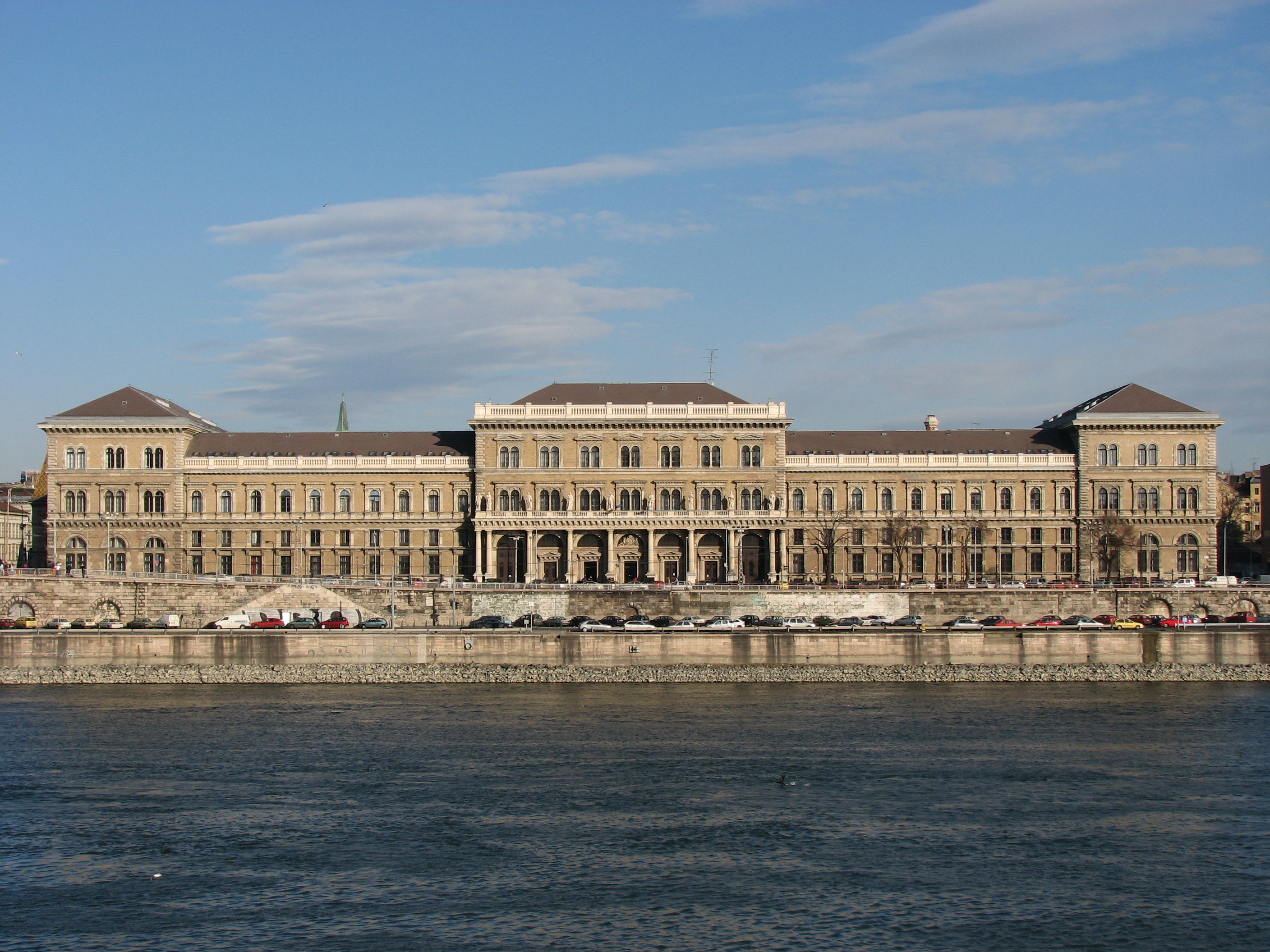
Головний корпус університету на набережній Дунаю

Університет Корвіна (Будапештський університет імені Матвія Корвіна; угор. Budapesti Corvinus Egyetem) — вищий навчальний заклад, розташований в Будапешті. Університет найбільш відомий своєю спеціалізацією в економіці.

## Історія
У 1920 році був заснований факультет економіки Угорського королівського університету (нинішній Університет імені Лоранда Етвеша), який кілька разів реорганізовувався. З 1948 року — самостійний університет. У 1953–1990 внз був відомий як Університет економічних наук імені Карла Маркса, з 1990 — Будапештський університет економічних наук та державного управління. На початку 2000-х до складу університету увійшло кілька інших навчальних закладів. У 2004 році університет був названий на честь угорського короля Матяша I (його прізвисько «Хуньяд» (Ворон) передано в латинському перекладі: Corvinus).
Головний корпус університету на набережній Дунаю включений в список об'єктів Всесвітньої спадщини ЮНЕСКО в Угорщині.

## Факультети
- Факультет бізнес-адміністрування
- Факультет економіки
- Факультет соціальних наук
- Факультет державного управління
- Факультет сільськогосподарських наук
- Факультет харчової промисловості
- Факультет ландшафтної архітектури

## Відомі випускники
- Ласло Андор — європейський комісар з ринку праці, соціальних питань і політики соціальної інтеграції з 2010 року
- Гордон Байнаї — прем'єр-міністр Угорщини в 2009–2010
- Петер Балаж — європейський комісар з регіональної політики в травні — листопаді 2004, міністр закордонних справ Угорщини в 2009–2010
- Лайош Бокрош — міністр фінансів Угорщини в 1995–1996
- Ласло Ковач — міністр закордонних справ Угорщини в 1994–1998 і 2002–2004, європейський комісар у справах оподаткування та митниці в 2004–2010
- Петер Медьєші — прем'єр-міністр Угорщини в 2002–2004
- Пал Шмітт — президент Угорщини в 2010–2012
- Петер Сіярто —  Міністр закордонних справ і зовнішньої торгівлі Угорщини з 23 вересня 2014 року